# Füle
Füle é um município da Hungria, situado no condado de Fejér. Tem 30,32 km² de área e sua população em 2015 foi estimada em 839 habitantes.